# 由利麟太郎
由利 麟太郎（ゆり りんたろう）は、横溝正史の推理小説に登場する架空の私立探偵。

## 概要
由利麟太郎の初登場について、角川文庫の『花髑髏』の解説に「昭和八年来、三津木俊助とのコンビで親しまれた由利先生」「由利先生と三津木とのコンビは（中略）八年の「憑かれた女」に登場して」とあるが、これは解説者・中島河太郎の錯誤である。『憑かれた女』は1946年ごろに由利麟太郎が登場する形に改稿され、1948年に発表されたものであり、1933年（昭和8年）の段階では由利麟太郎は登場しない。改稿版の『憑かれた女』「由利先生登場」の章で「（由利の活躍を）読んだことがある人は」「（三津木を）知っているだろうが」と既知のキャラクターとして説明しているのはこのためである。
後年の改稿ではない由利麟太郎の初登場作品は1935年の『獣人』であるが、この作品では「由利燐太郎」と表記されており、まだキャラクターが固まっていなかったものと考えられている。この作品では由利は「学生上りのまだ年若い青年」であるが、後に私立探偵になったとの記述もあり、由利が若いころに遭遇した古い事件と考えられることが多い。
キャラクター設定が固まった由利麟太郎は、1936年に『白蝋変化』と『石膏美人』（初題『妖魂』）にほぼ同時に登場しており、どちらが初出か決めがたいが、作者自身は『石膏美人』を第1作としている（1948年に自由出版の『黒猫亭事件』に収められた際、あとがきに「由利、三津木物のこれが第一作目」と横溝が記している。）。『石膏美人』では由利の人物像を事件の3年前に遡って詳しく紹介しており、その意味でも初登場にふさわしい内容になっている。また、『石膏美人』では三津木俊助が由利麟太郎に3年ぶりに再会する設定となっており、『白蝋変化』で三津木が由利を訪ねる場面はそれ以降としないと辻褄が合わない。
戦前には横溝正史の捕物帖でない同時代作品における代表的な探偵役であった。戦時中に探偵小説が弾圧され、戦後に創作を再開するに際して、由利麟太郎の過去の事件という形をとった『蝶々殺人事件』と、新たな探偵役として金田一耕助を登場させた『本陣殺人事件』の2つの長編の連載を1946年に開始した。そのあと金田一耕助が探偵役として定着していったのに対して、由利の作品は連載誌の休刊などが相次ぎ中絶することが多く、1950年の作品を最後に未完を含めても由利は登場しない。
このように由利・三津木が主人公の作品発表時期はかなり短く、昭和10年から14年の間に大半が描かれており、戦中以後は名前の違う『菊花大会事件』を入れても完結は4作品、既発表作品の改稿・中絶・ジュヴナイルを入れても10作品ほどで昭和10年代前半には及ばない。
なお、同じ作者の金田一耕助シリーズは基本的に「書き手のY先生（S・Y、成城の先生）が金田一耕助から聞かされた話」という形で書かれているが、由利・三津木ものではこの記録者がはっきりしているものが少なく、『白蝋変化』は途中で「こんな風に書いていては際限がないから」という理由でここから三津木の口を借りて事件の顛末を語るという説明が入り、『蝶々殺人事件』は「三津木が昔の事件を由利からもらった資料と自分の記憶を頼りに探偵小説の体裁でまとめた」という形になっている。

## 人物
外見は基本的に「40歳程度から50歳未満（話によって若干違う）の顔つきなのに髪だけ（60から70歳以上のように）真っ白だ」という主旨の説明がされている。
生年は『薔薇と鬱金香』の冒頭で「まだ四十五歳になったばかり」と地の文にあり、この話が1937年（昭和12年）の話であることが少し後でわかるので、逆算すると1892年（明治25年）生まれになる。
嗜好などについては、初期作品では葉巻を吸う場面が何度かあったが、『蝶々殺人事件』以後はパイプたばこを愛用していることになり、『仮面劇場』など後で再編されたものではこの関係で葉巻がパイプに差し替えられている（第一編・三など葉巻を吸う場面もある）。ジュヴナイルものでも最初の『幽霊鉄仮面』（1937）と最後の『夜光怪人』（1949）ではいずれも登場直後に喫煙場面があるが、前者は葉巻、後者はパイプである。
戦前は麹町三丁目の外濠に面した所に探偵事務所を構えていたが、戦争中はこれを人に預けて自身は戦火を逃れるため国立に引っ越し、戦後焼け出された三津木俊助に事務所を貸していた。その後（戦後復興が進んだ頃）、事務所を閉鎖してすっかり探偵業から手を引いてしまっている。
事務所の関係者として、警察時代から同居していたお直婆さんという女中と引き取って面倒を見ていた孤児の絃次郎（げんじろう）という『石膏美人』時点で（数え）17歳の少年がいたが、両者とも初出の『石膏美人』以後再登場することがなく、『三行広告事件』では助手の森山三千代という女性が登場したが、彼女もこれ以後再登場していない。
過去の経緯については、初期の『白蝋変化』と『石膏美人』で以下のように説明されている。
またジュヴナイルの『幽霊鉄仮面』では『石膏美人』とはパラレル的な引退と再会を三津木としており、引退後外国に旅行に行って三津木とこれまで会ってなかったことにされている。

## 三津木俊助
由利麟太郎のワトスン役である三津木俊助（みつぎ しゅんすけ）は、由利が登場する26作（ジュヴナイル作品や未完作品を除く）のうち20作に登場する。また、由利が登場することなく三津木が単独で事件を解決するものがジュヴナイル作品以外に5作ある。
ジュヴナイルの三津木登場作品では由利が登場しないものが圧倒的に多い。これは、1951年ごろから作風に関わらず専ら金田一耕助を探偵役とするようになったものの、ジュヴナイルに関しては1953年ごろから方針を変更して金田一も由利も登場させずに三津木と御子柴を中心に展開するようになったことによる。怪人を相手に闘うストーリー上、天才探偵の金田一より敏腕記者の三津木の方が向いているためと考えられている。
三津木は新日報社（『石膏美人（妖魂）』の当初版では「新報知」、『深夜の魔術師』と『三行広告事件』では「東都新聞」、『蜘蛛と百合』では「S新聞社」）の記者である。新聞記者という立場から事件に遭遇したり事件関係者から調査を依頼されたりすることが多く、その解決のために由利を訪ねて協力を依頼するというストーリーになっている作品も多い。一方で、まず由利が事件に遭遇し、関連する調査を三津木に依頼するという展開の作品もある（『仮面劇場』など）。
大まかな経歴としては、1909年（明治42年）ごろ生まれ、K大学に進学し（『ビーナスの星』）、上記の新聞社に勤めるが、戦争中は空襲で家を3回も焼かれる被害に遭い、由利の麹町の事務所に身を寄せたり、由利の昔の事件を元に本を書いて生活費を稼いだりもしていた（『蝶々殺人事件』の「序曲」より）。
三津木自身の生活環境が判る記述は少ないが、電車などで帰宅する場面から居住地を推測できる事例がある。戦災に遭う以前の居住地に関する情報としては、『悪魔の家』で西荻窪駅から帰宅する途中で善福寺の近くに住む事件関係者に遭遇し、『血蝙蝠』では西荻窪で降りる予定であったところを事件関係者に遭遇して吉祥寺まで乗り越していることがある。なお、K大学時代の『ビーナスの星』でも事件関係者に遭遇して吉祥寺まで乗り越しているが、降りる予定だったのは荻窪である。また、『孔雀扇の秘密』では経堂駅で降りる予定が、事件関係者に遭遇して次の成城に乗り越している。
親類縁者が登場する作品もあるが事例数は少ない。三津木が初出した『石膏美人』には婚約者・一柳瞳（いちやなぎ ひとみ）が登場するが、事件を通じて親子関係や夫婦関係に深い疑問を感じた瞳は、三津木の手を振り切って修道院に入ってしまい、その後の作品で三津木の家庭環境が語られることは無かった。他に、『猫と蝋人形』には俊助の妹・矢田貝通子（やたがい みちこ）やその夫（俊助の年長の義弟）の矢田貝三郎が登場する。ジュヴナイル物では『孔雀扇の秘密』に勇（いさむ）という甥が登場するが、勇の親については一切触れられず、俊助への呼称が「おじさん」とひらがな表記なので俊助の兄弟姉妹いずれの子なのかは不明である。なお、三津木が登場する未完作品の『神の矢』を原型の1つとする金田一耕助ものの『毒の矢』に、同姓の「三津木節子」という女性が登場するが、俊助との関係には特に言及が無い。
なお、作者が同じ金田一耕助とは『夜光怪人』の探偵役を金田一に変更した改稿版で共演しているのみだが、勤め先の新日報社は金田一作品にも複数回登場しており『女王蜂』では「宇津木慎介」という、三津木俊助に似た名前の記者が金田一の同郷の後輩として登場し、『迷路の花嫁』では登場人物の松原浩三がここに随筆を書いている記述がある（「犠牲者の群れ　7」）。

## 由利・三津木年表
年齢で計算する場合は当時の風習に従い学制・徴兵時期などを除き数え年を使用。
逆に「何年前・何年後」は満での計算を使用（翌年＝「１年後」）しているが、横溝作品では年月日を計算する際、年齢以外でも「数え」を使うケースが混在するため、1年ずれている可能性がある。
1892年（明治25年） 
- 由利麟太郎誕生（『薔薇と鬱金香』「歌時計なり終わるとき・一」）[18]

1909年（明治42年） 
- 三津木俊助誕生（『蜘蛛と百合』「俊助約束を守って由利先生を訪う事 並びに君島百合枝の恐ろしき過去の事」）[19]

年代不詳、（1928年（昭和3年）以後）
- 月日不明、『ビーナスの星』[20]

年代不詳、（『石膏美人』の3年前）
- 年月日不明、由利が捜査課長から失脚する。それから間もなく3年間行方不明となる（『石膏美人』「由利先生の推理」）[21]。

年代不詳
- 5月中旬、三津木俊助と3年ぶりに再会する（『石膏美人』）[注 22]

1933年（昭和8年）
- 6月11日・7月25日・8月15日-22日、『仮面劇場』[注 23]

1933年 or 1934年（昭和8 or 9年）
- 梅雨時、『獣人』[注 24]（これのみ「由利燐太郎」）

1934年（昭和9年）
- 12月24日-30日（？）、『盲目の犬』[注 25]

1935年 or 1936年（昭和10 or 11年）
- 8月後半、『迷路の三人』[注 26]

1936年（昭和11年）
- 7月21日-翌年初春、『夜光虫』[注 27]

1937年（昭和12年）
- 春？、『薔薇と鬱金香』[注 28]
- 5月15日-5月23日 or 24日、『花髑髏』[注 29]
- 7月、『蜘蛛と百合』[注 30]
- 10月20日-10月23日、『蝶々殺人事件』[注 31]
  - 事件後（いつかは不明）、由利は女優の相良千恵子と結婚する。

1940年ごろ？
- 某方面の要請で上海に行った（『三行広告事件』「謎の三行広告」）[注 32]）。

太平洋戦争開戦後
1941年（昭和16年）
- 年末？、『三行広告事件』[注 33]。

- 戦争開始から間もなく、麹町の家を人に預けて国立に引っ越す（『蝶々殺人事件』「序曲」）[注 34]。
- 焼け出された三津木俊助、麹町の家の2階を借りる（『蝶々殺人事件』「序曲」）。

終戦後
1945年（昭和20年）
- 9月半ば-？『神の矢』[22]未完作品
  - 第二章にこれが「由利と三津木が戦後初めて手掛けた事件」という記述があるので、同年8月15日からここまでは事件を手掛けていない。

1946年
- 春：『蝶々殺人事件』序曲・終曲部[注 35]。

1949年（昭和24年）
- 11月7日-？『模造殺人事件』[23]未完作品

年代不詳（『夜光怪人』の少し前）
- 麹町の事務所をたたみ、引退（『夜光怪人』「由利先生登場」）[18]

年代不詳、（引退後、戦後復興が進んだころ。）
- 2月・4月-6月『夜光怪人』事件で復帰[18][注 36]。

以下、年が不明だが複数個所から絞り込めるもの
1931年 or 1936年 or 1942年（昭和6 or 11 or 17年）
- 8月13日・8月23-27日・9月10-11日・9月下旬『憑かれた女』[注 37]

1937年 or 1943年（昭和12 or 18年）
- 7月初め-翌年初夏『真珠郎』[注 38]

『蝶々殺人事件』本編（昭和12年秋）以後
- 冬？『カルメンの死』[注 39]

## 御子柴進
御子柴進（みこしば すすむ）は三津木俊助が登場するジュヴナイル作品の多くに登場する少年探偵である。『夜光怪人』以降の作品は主として御子柴の視点で物語が記述されており、三津木に対するワトスン役の役割も担っている。
初登場は1937年の『幽霊鉄仮面』で、最初の被害者である唐沢雷太が邸内に住まわせていた遠縁にあたる少年である。登場当初から行動的で、怪しい奴を見かけて庭に潜んでいるところを三津木に捕まり、三津木のせいで逃がしてしまったと文句を言っている。唐沢の死後は三津木と行動を共にしているが居住地は明らかでない。後半では助手として由利宅に住み込んでおり、最後には由利や三津木と共に中国大陸の奥地（オリジナル版は「満州」、リライト版は「モンゴル」）へ行っている。
1949年の『夜光怪人』では、15歳の中学3年生で柔道3段の棒高跳選手として登場するが、どのような日常生活環境であったかは明らかでなく、鶯谷の先輩宅から帰宅するために上野公園を通過したと記述されているのみである。この作品では引退したつもりであった由利を熱心に説得して事件解決に乗り出させている。
1953年からの由利が登場しない作品群では、中学を卒業したあと三津木が勤める新日報社で給仕として勤務しており、「探偵小僧」という仇名で呼ばれている。『深夜の魔術師』を改稿した『真珠塔』でも、元の由利と三津木の役割を各々三津木と御子柴に置き換えたり、元の作品限りで登場した古館譲（ふるだて ゆずる）を御子柴に置き換えたりするなどの形で登場する。日常生活環境に関する描写は少ないが、『獣人魔島』では「以前に芝公園近くに住んでいた」、『姿なき怪人』の第2話では「吉祥寺に住む」と語られるほか、『風船魔人』では新日報社社長の池上三作宅に一時的に寄宿していることが語られている。なお、『怪盗X・Y・Z』第2話「なぞの十円玉」に同居している姉・美智子（みちこ）が登場して事件に関わってくるが、『青髪鬼』では「きょうだいのない進」とあり、整合していない。
三津木俊助以外では、池上社長や娘の由紀子と絡むことが多く、他に『まほうの金貨』で新日報社給仕である井上三郎（さぶちゃん）が進の弟分として出てきたこともあった。
なお、金田一耕助のジュブナイル物と違い、三津木・御子柴の登場するジュヴナイル物はオリジナル版の時点から年代不詳が大半で、年代が出る場合も基本的に『幽霊鉄仮面』が昭和X年、『獣人魔島』が昭和XX年、『怪盗Ｘ・Ｙ・Ｚ』が昭和三十X年と伏字になっている。
ただし、例外的に1959年の『姿なき怪人』第3話では冒頭の年月日を「昭和三十四年八月十五日」と明記している（「深夜の電話」）他、1960年の『怪盗Ｘ・Ｙ・Ｚ』の第2話序盤で「周囲にギザギザのない十円玉」を異常扱いする場面から、ギザギザ無しが発行される1959年（昭和34年）以前の話と分かる描写がある。
| 時期           | 作品名 |
| -------------- | --- |
| 15歳 or 16歳   | 『幽霊鉄仮面』（4月-） |
| 中学3年生      | 『夜光怪人』（前年2月・4月-6月） |
| 中学卒業年     | 『白蝋仮面』（5月中旬-）、『真珠塔』（8月-）、『黄金魔人』（12月中旬-）、『まぼろしの怪人』第1話（12/23-）                                  |
| 中学卒業翌年   | 『青髪鬼』（3月）、『姿なき怪人』第2話（6/20-）                                                                                             |
| 中卒後時期不明 | 『蝋面博士』（1月15日-） 『風船魔人』（4月半ば-11/10）、『獣人魔島』（5月25日、8月-）『怪盗Ｘ・Ｙ・Ｚ』（5月下旬・6月・11月上旬・1/28-2/3） |

## 登場作品リスト
三津木俊助が登場するが由利麟太郎は登場しない作品も併せて列挙する。

### 長編
- 白蝋変化（『講談雑誌』1936年4月号 - 12月号、1946年11月に『白蝋怪』に改題、1975年6月に元通りに再改題）[28]
- 真珠郎（『新青年』1936年10月号 - 1937年2月号、三津木俊助は登場せず）[28]
- 夜光虫（『日の出』1936年11月号 - 1937年6月号）[29]
- 幻の女（『富士』1937年1月号 - 4月号、原題『まぼろしの女』を1947年10月に改題）[29]
- 双仮面（『キング』1938年7月号 - 12月号、三津木俊助は登場せず）[30]
- 仮面劇場（『サンデー毎日』1938年10月2日 - 11月27日、1942年7月に『旋風劇場』に改題、1947年8月に長編化して『暗闇劇場』に改題、1970年10月に元の『仮面劇場』に改題）[30]
- 蝶々殺人事件（『ロック』1946年5、8、10、12月号、1947年1-4月号）[31]

### 中短編
- 憑かれた女（『大衆倶楽部』1933年10月号 - 12月号、1948年1月に由利麟太郎が登場する形に改稿出版）
- 獣人（『講談雑誌』1935年9月号、三津木俊助は登場せず）[28]
- 石膏美人（『講談倶楽部』1936年5月増刊号 - 8月号、原題『妖魂』を1936年12月に『呪いの痣』に改題、1953年2月に再改題）[28]
- 蜘蛛と百合（『モダン日本』1936年7月号 - 8月号）[28]
- 猫と蝋人形（『キング』1936年8月増刊号、由利麟太郎は登場せず）[28]
- 首吊船[注 43]（『富士』1936年10月増刊号 - 11月号）[29]
- 薔薇と鬱金香（『週刊朝日』1936年11月1-22日号）[29]
- 焙烙の刑（『サンデー毎日』1937年新春特別（1月）号[注 44]）[29]
- 鸚鵡を飼う女（『キング』1937年4月増刊号）[29]
- 花髑髏（『富士』1937年6月増刊号 - 7月号）[29]
- 迷路の三人（『キング』1937年8月増刊号、三津木俊助は登場せず）[29]
- 猿と死美人（『キング』1938年2月号、由利麟太郎は登場せず）[30]
- 木乃伊の花嫁（『富士』1938年2月増刊号、三津木俊助は登場せず）[30]
- 白蝋少年（『キング』1938年4月号、由利麟太郎は登場せず）[30]
- 悪魔の家（『富士』1938年5月号、由利麟太郎は登場せず）[30]
- 悪魔の設計図（『富士』1938年6月増刊号 - 7月号）[30]
- 銀色の舞踏靴（『日の出』1939年3月号）[30]
- 黒衣の人（『婦人倶楽部』1939年4月号）[30]
- 盲目の犬（『キング』1939年4月増刊号）[31]
- 血蝙蝠（『現代』1939年10月号）[31]
- 嵐の道化師（『富士』1939年10月増刊号）[31]
- 菊花大会事件（『譚海』1942年1月号、三津木俊助とほぼ同一キャラクター[注 45]の「宇津木俊介」という人物が登場、由利麟太郎は登場せず）[31]
- 三行広告事件（『満州良男』1943年8月号）[31]
- カルメンの死[注 46]（『講談倶楽部』1950年1、 3月号、三津木俊助は登場せず）[31]

### 未完作品
- 神の矢（『むつび』1946年12月号）[31][注 47]
- 神の矢（『ロック』1949年1＋2月合併号 - 5月号）[31][注 47]
- 模造殺人事件（『スタイル読物版』1949年10月号、1950年1・4月号）[31][注 48]

### 由利麟太郎・三津木俊助が登場する未発表作品
- 死仮面された女（由利が女性よりデスマスクについて質問を受ける冒頭部のみ原稿現存、三津木未登場[注 49]）『横溝正史少年小説コレクション3 夜光怪人』収録。
- 夜光虫（未発表版）昭和11-12年に『日の出』に連載された長編とは別物、むしろ冒頭部などはジュブナイル作品『夜光怪人』に使われている展開。由利本人は未登場だが、会話中に名前が出てくる。[32][注 50]。『由利・三津木探偵小説集成２ 夜光虫』収録。

### ジュヴナイル作品
上述したように、ジュヴナイル作品には主として三津木俊助と御子柴進が登場し、由利麟太郎登場作品は少ない。
江戸川乱歩の怪人二十面相のようなレギュラー的なヴィランはいないが、白蝋仮面のみ、三津木・御子柴のコンビと対決する作品が1952年から53年にかけて3作品（『探偵小僧』『青髪鬼』『白蝋仮面』）書かれている。
一般にジュヴナイル作品は掲載誌が散逸しやすい傾向があり、三津木登場作品もその例に漏れない。朝日ソノラマ版や角川文庫版でリライトの監修をしている山村正夫でさえ、1979年時点でジュヴナイル作品についての紹介で「掲載誌や発表年代に不明（？）のものがある」として、タイトルを列挙しながらもほとんどの作品の初出を確認できていない他、『幽霊鉄仮面』（1937 - 1938年連載）にいたっては1949年（昭和24年）発表の作品と誤解（1949年は初単行本化の年）していたほどである。

#### 角川文庫収録作品
- ビーナスの星（『少女倶楽部』1936年11月号、三津木俊助のみが記者ではなくK大学生として登場）
- 幽霊鉄仮面（『新少年』1937年4月号 - 1938年3月号、由利麟太郎登場）
- 真珠塔（『新少年』1938年8月号 - 1939年1月号、原題『深夜の魔術師』（由利麟太郎登場）[注 52]、改稿後作品（由利麟太郎は登場せず御子柴進が登場）の初出は『少年画報』1953年1月号 - 1953年12月号[36][注 53]）
- 怪盗どくろ指紋（『譚海』1940年1月号、由利麟太郎登場、原題『幽霊花火』[37]）
- 夜光怪人（『譚海』1949年5月号 - 1950年5月号、由利麟太郎登場、角川文庫などでは金田一耕助登場作品に改稿[注 54][注 55]）
- 白蝋仮面（『野球少年』1953年2月号 - 12月号[33]）
- 青髪鬼（『少年倶楽部』1953年1月号 - 12月号、原題『大宝窟』[33]）
- 獣人魔島（『冒険王』1954年9月号 - 1955年6月号）
- 蝋面博士（『おもしろブック』1954年1月号 - 12月号、角川文庫などでは金田一耕助登場作品に改稿[注 54][注 56][33]）
- 風船魔人（『小学五年生』1956年4月号 - 1957年3月号）[注 57]
- 黄金魔人（『おもしろブック』1957年1月号 - 8月号）[注 57]
- まぼろしの怪人（『中一コース』1958年1月号 - 1959年3月号）
- 姿なき怪人（『中一コース』1959年4月号 - 1960年4月号）[注 57]
- 怪盗X・Y・Z（『中二コース』1960年5月号 - 1961年4月号）[注 57]

#### 横溝正史探偵小説選収録作品
論創社『横溝正史探偵小説選2』『横溝正史探偵小説選3』『横溝正史探偵小説選5』所収作品
- 孔雀扇の秘密（『少年倶楽部』1950年12月号、三津木のみ登場）[38]
- 探偵小僧（『読売新聞』1952年12月9日 - 1953年2月28日付、『夕刊読売新聞』1953年3月1日 - 4月24日付）[39]小説ではなく絵物語[33]。
- 赤いチューリップ（『太陽少年』1953年2月号）[38]
- 魔人都市（『少年倶楽部』1954年8月号[38]、1955年『鋼鉄魔人』に改稿し『おもしろブック』1955年1月号-12月号[40]）
- 鉄仮面王（『おもしろブック』1955年1月増刊号）[38]
- まほうの金貨（『幼年ブック』1956年1月号 - 12月号）[40]
- のろいの王冠（『幼年クラブ』1957年1月号 - 12月号）[40]

#### 御子柴進が登場する未完作品
- 皇帝の燭台（『少年世界』1950年1月号 - 6月号中断、未完作品で執筆分では御子柴進のみ登場。その後複雑な経緯をたどり[注 58]金田一物の『黄金の指紋』になる。）[41]

### 全集などへの収録
2018 - 2019年に刊行された「由利・三津木探偵小説集成」（柏書房）には33作（併せて収録されている原型作品などを除く）が収録されており、これに『仮面劇場』を長編化する前の原型作品を併せると、ジュヴナイル作品以外で確認されている全作品となる。1971年から1984年にかけて横溝正史作品を網羅しようとした角川文庫には、この33作のうち翻案作品（『迷路の三人』）と未完作品を除く30作が収録された。由利麟太郎登場作品の集成としては、他に1956 - 1961年に刊行された「由利・三津木探偵小説選」（東方社）があり、22作が収録されている。
他に、1970年に刊行された「横溝正史全集」（講談社）には6作、1974 - 1975年に刊行された「新版横溝正史全集」（講談社）には12作が収録されている。また、『蝶々殺人事件』は「横溝正史傑作選集」（東都書房、1965年）、「横溝正史自選集」（出版芸術社、2006 - 2007年）に、『カルメンの死』は「金田一耕助探偵小説選第2期」（東京文芸社、1955年）、「金田一耕助推理全集」（東京文芸社、1958 - 1961年）、「金田一耕助探偵小説選」（東京文芸社、1975年）に、各々金田一耕助登場作品に並んで収録されており、この両作品は春陽文庫にも収録されている。
ジュヴナイル作品については、上述の通り、多くの作品が角川文庫に収録されている。角川文庫には横溝正史のジュヴナイル作品を集成した全16編のシリーズがあり、初期には一部併録作品を除いて由利&三津木登場作品も金田一ものに改稿していたが、後半の8編は1編（『大迷宮』）を除いて三津木登場作品を中心に編集されている。なお、2021年には金田一耕助登場作品など由利や三津木が登場しない作品も含めて広くジュヴナイル作品を集成した「横溝正史少年小説コレクション」（柏書房）が刊行された。

## 映像化

### 劇場映画
- 『蝶々失踪事件』（1947年）主演：岡譲二（原作：『蝶々殺人事件』）

### テレビドラマ
- 『名探偵由利麟太郎 蝶々殺人事件』（1998年）主演：石坂浩二
- 『探偵・由利麟太郎』（2020年）主演：吉川晃司
  - 『花髑髏』
  - 『憑かれた女』
  - 『殺しのピンヒール』（原作：『銀色の舞踏靴』）
  - 『マーダー・バタフライ』（原作：『蝶々殺人事件』）

#### 由利麟太郎を金田一耕助に置き換えたもの
- 『横溝正史の真珠郎 金田一耕助の愛した女』（1983年）主演：小野寺昭
- 『古谷一行の金田一耕助シリーズ』主演：古谷一行
  - 『横溝正史シリーズII 真珠郎』（1978年）
  - 『横溝正史シリーズII 仮面劇場』（1978年）
  - 『名探偵・金田一耕助シリーズ2 ミイラの花嫁』（1983年）（原作：『木乃伊の花嫁』）
  - 『名探偵・金田一耕助シリーズ21 悪魔の花嫁』（1994年）（原作：『悪魔の家』）[注 62]
  - 『名探偵・金田一耕助シリーズ32 神隠し真珠郎』（2005年）（原作：『真珠郎』）

このほか、『横溝正史シリーズI・獄門島』では金田一が「蝶々殺人事件を解決した」と語られている（詳細は蝶々殺人事件#他作品からの言及を参照）。

### 漫画化
- 『蜘蛛と百合』 - 玄太郎画、『週刊漫画サンデー』（実業之日本社）1976年5月4日号から1976年5月25日号に連載。
- 『カルメンの死』 - 玄太郎画、『週刊漫画サンデー』（実業之日本社）1976年6月22日号から1976年7月13日号に連載。
- 『週刊漫画サンデー別冊 蔵の中/カルメンの死/蜘蛛と百合 横溝正史傑作画特集』（実業之日本社） - 玄太郎画、1977年
上述の『週刊漫画サンデー』に連載された漫画をまとめた雑誌。由利物ではない「蔵の中」は1976年11月9日号から1976年11月30日号に連載。
- 『真珠郎 名探偵・由利麟太郎』 - JET画、あすかコミックスDX（角川書店）、2004年、ISBN 9784048537360

これ以外に『夜光虫』と『仮面劇場』は、1975年に講談社から高階良子によるコミカライズ作品（『血まみれ観音』と『真珠色の仮面』）が出されているが、双方とも由利麟太郎の出番がカットされている。